# David Kravish
David Jeffrey Kravish (Joliet, Illinois, 12 de septiembre de 1992) es un jugador de baloncesto estadounidense que pertenece a la plantilla del Unicaja Málaga de la liga ACB. Con 2,08 metros de estatura, juega en la posición de pívot.

## Trayectoria deportiva
Jugó cuatro temporadas con California Golden Bears y tras no ser elegido en el Draft de la NBA de 2015, jugaría la liga de verano de la NBA con Golden State Warriors. Debutó como profesional en Finlandia en las filas del BC Nokia donde participó en la temporada 2015-16, disputando 47 partidos con una media anotadora de 13,45 puntos por partido.
Más tarde, en 2016 se marchó a Polonia para jugar en las filas del Energa Czarni Slupsk. Posteriormente, durante la temporada 2017-18, jugó en Bielorrusia en las filas del Tsmoki-Minsk con el que disputó la liga doméstica y la Eurocup.
En verano de 2018 firmó con el Avtodor Saratov para jugar la VTB United League y Europe Cup.
Tras un año en Rusia, en agosto de 2019 fichó por el BAXI Manresa de la Liga ACB por una temporada.
El 10 de agosto de 2021, firma como jugador del Galatasaray Doğa Sigorta de la Türkiye Basketbol 1. Ligi.
El 23 de junio de 2022, firma por el Unicaja Málaga de la liga ACB.